# Zdeněk Pospěch
Zdeněk Pospěch, född 14 december 1978, är en tjeckisk fotbollsspelare som för närvarande spelar SFC Opava i Fotbalová národní liga.
Pospech började sin fotbollskarriär i SFC Opava. Efter två utlåningar till FC Dukla Hranice och Fotbal Třinec flyttade han till FC Baník Ostrava 2001. Efter 4 år i Ostrava flyttade han till Sparta Prag. 2005 debuterade han i landslaget i en vänskapsmatch mot Sverige. 
Den 23 januari 2008 skrev han på för FC Köpenhamn. Han kostade €1,9 miljoner. Där hans gode vän Libor Sionko spelade.
Den 28 februari 2011 skrev han på ett tvåårskontrakt med 1. FSV Mainz 05; han bytte klubb efter säsongen då hans kontrakt med FCK avslutats.